# شیخ بدرالدین
شیخ بدرالدین محمود بن اسرائیل بن عبدالعزیز (۱۳۵۹–۱۴۲۰)، (به ترکی استانبولی: Şeyh Bedreddin، به ترکی عثمانی: شیخ بدرالدین) یک صوفی، عارف، دانشمند و انقلابی اهل عثمانی بود. او به واسطهٔ نقش پررنگ‌اش در شورش ۱۴۱۶ علیه دولت علیهٔ عثمانی شهرت دارد که در طی آن او و مریدانش علیه اقتدار سلطان محمد یکم و دولت عثمانی شورش سختی به راه انداختند.

## اوایل زندگی
از آنجا که زندگی بدرالدین دستمایهٔ افسانه‌ها و فولکلور بوده‌است، در رابطه با سالیان آغازین زندگی او اختلاف نظر وجود دارد. او در سال ۱۳۵۹ در شهر سیماونا (کیپرینوس) در نزدیکی ادرنه به دنیا آمد. پدرش قاضی شهر و مادرش دختر یک فرماندهٔ قلعهٔ بیزانسی اهل یونان بود. در واقع بدرالدین یک دورگه از پدری مسلمان و مادری مسیحی بود و همین مسئله هم بعدها در عقاید و باورهای تلفیقی او نقش زیادی ایفا کرد. جمال کافادار پژوهشگر اهل ترکیه استدلال می‌کند که قاضی بودن پدری او هم می‌تواند در تعهد او به همزیستی مذهبی تأثیرگذار بوده‌باشد. او در سنین جوانی در جنگ‌های عثمانی به عنوان قاضی فعالیت می‌کرد که به او تجربهٔ کافی در رابطه با فقاهت را داد که او می‌بایست با آن به اندازهٔ کافی آشنا می‌شد. بدرالدین در خلال تحصیلاتش به مناطقی بسیار دورتر از زادگاهش تراکیه مسافرت کرد و با فرهنگ‌های مختلفی آشنا شد. او در قونیه و سپس در قاهره که پایتخت سلطنت مملوک مصر بود به تحصیل الهیات پرداخت. پس از آن به اردبیل در آذربایجان ایران قرار دارد مسافرت کرد. اردبیل در آن زمان تحت حاکمیت تیموریان بود و زادگاه سلسلهٔ صوفی مسلک صفویان نیز به‌شمار می‌رفت. بدرالدین که از هنجارهای مذهبی عثمانی دور شده‌بود و گرداگرد او را تصوف فراگرفته‌بود، در بهترین مکان ممکن قرار گرفته‌بود تا ایدئولوژی مذهبی غیرمتعارف خود را به عمل بیاورد. او در آنجا محیطی مساعد با عقاید مذهبی همه‌خدایی و به‌طور مشخص آموزهٔ وحدت وجود خود دید. این آموزه تضادهایی از قبیل طبقهٔاجتماعی و مذهب را به عنوان دخالت در یگانگی خدا و فرد محکوم می‌کرد. چنین آموزه‌ای بر خلاف تلاش حکومت عثمانی در تبدیل اسلام سنی به مذهب دولتی بود. بدرالدین که از این امر آگاه بود بعدها خود را یک توطئه‌گر علیه حکومت دانست.
در خلال سال‌های موسوم به عصر فترت عثمانی و پس از شکست بایزید یکم به‌وسیلهٔ تیمور لنگ در سال ۱۴۰۲، بدرالدین به عنوان قاضی عسکر یا قاضی ارشد نظامی برای شاهزاده موسی فعالیت می‌کرد که برای دستیابی به سلطنت عثمانی با برادرانش در حال جنگ بود. او در سرحدات بیگ محال‌اوغلو حامی اصلی حکومت انقلابی موسی بود. او به عنوان قاضی عسکر حمایت بسیاری از جنگندگان سرحدات را از طریق توزیع زمین‌هایی در میان آن‌ها که تیمار نامیده می‌شدند به دست آورد. او از این طریق بدون پرداخت هزینه از این جنگندگان علیه مرکزیت استفاده کرد که نشانه‌ای آشکار از همان جنبهٔ فعالیت‌های ضد حکومتی او بود.

## شورش ۱۴۱۶
پس از آنکه سلطان محمد یکم در سال ۱۴۱۳ موسی را شکست داد، بدرالدین هم به ایزنیک تبعید شد و «تیمار» های پیروانش نیز از آن‌ها پس گرفته‌شد. با این حال او اندکی بعد و به دنبال بی‌نظمی‌های هنوز تازهٔ عصر فترت، تصمیم به حساب بازکردن بروی منطقه گرفت. بدرالدین در سال ۱۴۱۵ از تبعیدگاه خود در ایزنیک خارج شده و به سینوپ رفت و سپس از راه دریای سیاه خود را به افلاق (والاشیا در رومانی امروزی) رساند. او در ۱۴۱۶ پرچم شورش را علیه حکومت عثمانی برافراشت.
بیشتر شورش‌های بعدی در مناطق ازمیر، دوبروجا و ساروخان رخ داد. اکثریت پیروان بدرالدین ترکمن‌ها بودند. بقیهٔ آن‌ها را هم جنگندگان سرحدات، سپاهی‌های سلب مالکیت شده، طلاب مدرسه و دهقانان مسیحی تشکیل می‌دادند. نخستین شورش در قره‌بورون در نزدیکی ازمیر درگرفت. در آنجا بورکلوجه مصطفی که یکی از مریدان پیشروی بدرالدین بود با موعظه کردن دربارهٔ مالکیت اشتراکی دارایی و برابری مسلمانان و مسیحیان یک شورش مردمی ایدئالیستی را برانگیخت. بیشتر شورشیان عشایر ترک بودند، اما در میان پیروان بورکلوجه مسیحیان زیادی هم وجود داشتند. در مجموع تقریباً ۶ هزار نفر در شورش علیه دولت عثمانی در قره‌بورون شرکت کردند. تورلاک کمال که یکی دیگر از پیروان شیخ بدرالدین بود، شورش دیگری را در مانیسا رهبری کرد و خود بدرالدین هم رهبری شورش دوبروجا در شمال شرقی بلغارستان امروزی را در دست گرفت. قلب شورش دوبروجا در منطقهٔ «جنگل وحشی» در جنوب دلتای دانوب قرار داشت. بدرالدین در میان کسانی که از سلطان محمد ناراضی بودند مریدانی به دست آورد و برای کسانی که احساس می‌کردند توسط سلطان از حقوق خود محروم شده‌اند به یک رهبر تبدیل شد. در میان آن‌ها اربابان مهاجم ناراضی و نیز بسیاری از کسانی که «تیمار» های اعطا شده از طرف بدرالدین به آن‌ها از سوی سلطان محمد پس گرفته شده‌بود، وجود داشتند.
این خیزش‌ها برای اقتدار سلطان محمد یکم به یک بحران جدی تبدیل شد و او کوشید تا امپراتوری عثمانی را از نو یکپارچه ساخته و استان‌های بالکان را تحت حاکمیت خود درآورد. اگرچه همهٔ این شورش‌ها در نهایت سرکوب شدند، اما زجیره شورش‌های هماهنگی که توسط بدرالدین و مریدانش برانگیخته شده‌بود تنها پس از مشکلات بسیار بزرگ بود که خاموش شد. شورش تولاک کمال در مانیسا در هم شکسته‌شد و او به همراه هزاران نفر از پیروانش اعدام شد. شورش بورکلوجه از بقیه مبارزهٔ بشتری کرد و در آغاز ارتش حاکم ساروخان و سپس ارتش حاکم عثمانی یعنی علی بیگ را شکست داد، اما در نهایت توسط صدراعظم بایزید پاشا در هم شکسته‌شد. آنگونه که دوکاس تاریخ‌نگار یونانی نوشته‌است، بایزید برای اطمینان از شکست شورشیان بدون قید و شرط سلاخی شد و بورکلوجه به همراه هزاران نفر از پیروانش اعدام گردید. شورش خود بدرالآدین در دیوبروجا نیز مدت کوتاهی داشت و با دستگیری او توسط نیروهای سلطان محمد و فرستادنش به سرس در یونان امروزی به پایان رسید. بدرالدین در نهایت به اتهام برهم زدن نظم عمومی از طریق موعظه‌های مذهبی التقاطی و مالکیت اشتراکی دارایی در محل بازار اعدام شد.

## اندیشه‌ها و نوشته‌ها
شیخ بدرالدین نویسنده‌ای پربار، دانشمندی مذهبی و عضو برجستهٔ سلسله مراتب مذهبی اسلامی بود. او اغلب و به ویژه به سبب اندیشه‌هایش دربارهٔ حقوق اسلامی به عنوان شخصیتی بااستعداد در علوم مذهبی معرفی می‌شود. او به واسطهٔ اثری که در رابطه با فقه دارد در میان دانشمندان بزرگ اندیشهٔ اسلامی طبقه‌بندی می‌شود. عده‌ای نیز از سوی دیگر او را به سبب ایده‌های رادیکال‌اش دربارهٔالتقاط‌گری مذهبی مرتد می‌دانند. بدرالدین از چشم‌پوشی از تفاوت‌های مذهبی حمایت می‌کرد و علیه تبلیغات متعصبانه و در حمایت از سنتز اتوپیایی عقاید به استدلال می‌پرداخت. این تفسیر گشوده‌نظرانه از دین بخش عظیمی از آن چیزی بود که به او و مریدانش اجازه می‌داد شورش‌های مردمی گستردهٔ سال ۱۴۱۶ را با متحد ساختن پایگاه ناهمگونی از هواداران برانگیزد.
ریشه‌های دینی بدرالدین همچنین صوفیانه نیز بودند. شکل تصوف او به صورت گسترده تحت تأثیر کار ابن عربی بود و مشخص شده که او شرحی بر کتاب فصوص‌الحکم ابن عربی نوشته‌بود. او در نوشته‌هایش به توسعهٔ تصوف خود می‌پردازد. مهم‌ترین کتاب بدرالدین واردات (به معنای الهامات معنوی) مجموعه‌ای از گفتارهای اوست که عقاید او دربارهٔدین و عرفان را نشان می‌دهد. بدرالدین یک مونیست بود و باور داشت که واقعیت نمود جوهر خدا است و جهان مادی و معنوی جدایی‌ناپذیر بوده و نسبت به یکدیگر ضرورت دارند. آنگونه که او در واردات نوشته، بر این باور بوده که «این جهان و جهان بعدی در تمامیت‌شان اوهامی خیالی هستند و بهشت و جهنم چیزی بیش از نمودهایی معنوی برای افعال نیک یا پلید، یا تلخ و شیرین نیستند.»
باورهای پان‌تئیستی بدرالدین تأثیر عظیمی بر بسیاری از ایده‌های سیاسی و اجتماعی او و به‌طور مشخص بر آموزهٔ «وحدت وجود» او گذاشته‌است. این آموزه مخالفت‌هایی مانند ممانعت از یگانگی فرد و خدا، مخالفت‌های میان ادیان و نیز میان فرودستان و خواص را محکوم می‌کند. این نظام اعتقادی در باورهای شیخ بدرالدین و مریدان او انعکاس دارد و آن‌ها به موعظهٔ این مسائل می‌پرداختند که گوهر همهٔ ادیان یکی است، همچنان‌که مالکیت اموال می‌باید اشتراکی باشد. چنین ایده‌هایی فراخوانی برای کسانی بود که در جامعهٔ عثمانی احساس حاشیه‌ای بودن داشتند و این ایدئولوژی مساوات‌طلبانه الهام‌بخش مردمی بود که در شورش‌های ۱۴۱۶ شرکت داشتند.
شیخ بدرالدین هنگامی که شورش خود را آغاز کرد، آرزوهای آشکارا بلندپروازانه‌ای را در سر می‌پروراند. ادریس بتلیسی تاریخ‌نگار اهل تسنن سدهٔ ۱۵ میلادی نوشته‌است که بدرالدین خود را مهدی موعود دانسته که با توزیع زمین‌هایش در میان پیروانش وحدت خدا را در این جهان به آنان ارزانی داشته‌است. اگرچه این اظهارنظر ادریس بتلیسی مغرضانه است، اما بلندپروازی‌های بدرالدین به عنوان رهبری مذهبی و سیاسی آشکار است. او همچنین تا آنجا پیش رفته که گفته بدرالدین از امپراتوری سلجوقی آمده‌بود تا مشروعیت خود را به عنوان یک حاکم بالقوه تقویت کند. این احتمال وجود دارد که او شوق تبدیل شدن به سلطان را در سر داشته‌است.

## تأثیرات
شورش ۱۴۱۶ در مدارای غیرمسلمانان با دولت عثمانی یک نقطهٔ عطف محسوب می‌شود. دولت عثمانی با در هم شکستن خشونت‌آمیز شورش‌ها و از بین بردن شورشیان، نارضایتی مردم را به عنوان امری نامشروع محکوم کرد و بعدها موضع خود را به صورت مخالفت با دگراندیشان مذهبی تعریف کرد. پس از ین شورش‌ها بود که حضور هویت ترکی-اسلامی با حضور عثمانی مترادف شد. شورش بدرالدین برای دولتمردان عثمانی آشکار ساخت که اختلاف مذهبی می‌تواند برای ساختار اداری آن‌ها تهدیدی جدی محسوب شود، و در سال‌های بعد سلطان مراد دوم (جانشین سلطان محمد یکم) برای اطمینان از اینکه اسلام در آینده به دین رسمی دولت تبدیل خواهد شد گام‌هایی برداشت. به عنوان مثال سلطان مراد دوم به دنبال شورش بدرالدین سپاهیان ینی‌چری را به منظور افزایش قدرت نظامی عثمانی گسترش داد و همزمان از این کار هدف تبدیل تغییر دین مسیحیان به اسلام به یک جریان مداوم را نیز دنبال می‌کرد. این مسئله تغییری آشکار در راهبرد عثمانی از مدارا با غیرمسلمان‌ها به گونه‌ای ادغام و آسیمیلاسیون آن‌ها را نشان می‌دهد که روندی بود که در سده‌های آینده نیز ادامه پیدا کرد.
فرقه‌های پیروان بدرالدین پس از مرگ او نیز به حیات خود ادامه دادند. تعالیم آن‌ها تأثیرگذار باقی ماند و اعضای این فرقه تا اواخر سدهٔ ۱۶ نیز به صورت یک تهدید در نظر گرفته می‌شدند. فرقه یا سلسلهٔ سیماونیه یا بدرالدینیه به گروهی از پیروان او گفته می‌شد که در دوبورجا و دلیورمان (لودوگوری در بلغارستان امروزی) چندصد سال پس از اعدام او نیز به حیات خود ادامه داد. حکومت عثمانی همواره به این گروه با سوءظن بسیاری می‌نگریست. بدرالدینی‌ها در سدهٔ ۱۶ به عنوان گروهی با هویت قزلباش در نظر گرفته شده و به مراه آن‌ها مورد آزار و اذیت قرار می‌گرفتند. برخی از آموزه‌های بدرالدین نیز به صورت مشترک در میان دیگر فرقه‌های عرفانی مورد پذیرش قرار گرفت و خیلی جالب است که یکی از این فرقه‌ها، سلسلهٔ درویشی بکتاشیه بود که با سپاهیان ینی‌چری متحد بودند.
شیخ بدرالدین در دوران مدرن نیز به‌ویژه از سوی سوسیالیست‌ها، کمونیست‌ها و دیگر گروه‌های سیاسی چپگرا مورد توجه قرار گرفت. در سدهٔ بیستم ناظم حکمت شاعر و نویسندهٔ کمونیست اهل ترکیه با نگارش حماسهٔ شیخ بدرالدینبا هدف مخالفت با عروج فاشیسم در دههٔ ۱۹۳۰ سبب توجه به او شد. این اثر حکمت، بدرالدین را به عنوان یک قهرمان تاریخی سوسیالیسم و مخالف خودکامگی فاشیستی در میان مردم محبوب کرد و نام او برای کسانی که در طیف سیاسی چپ قرار داشتند نامی آشنا باقی ماند.
در سال ۱۹۲۴ مزار وی نبش قبر شد، اما پیروان او از واکنش حکومت ترکیه به دلیل اهمیت سیاسی جدید او می‌ترسیدند و به همین دلیل بقایای جسد او تا سال ۱۹۶۱ به خاک سپرده نشد. او در نهایت در نزدیکی مقبرهٔ سلطان محمود دوم در استانبول به خاک سپرده‌شد.

## آثاری دربارهٔ شیخ بدرالدین
در رابطه با شیخ بدرالدین آثار زیادی به ویژه به زبان ترکی نوشته شده‌است. در ایران آثار زیر دربارهٔ او به زبان فارسی نوشته یا ترجمه شده‌اند:
- رئیس‌نیا، رحیم، نهضت‌های آرمانی هم‌پیوند و بدرالدین، نشر مبنا، ۱۳۸۴.

ترجمهٔ اثر ناظم حکمت دربارهٔ بدرالدین در کتاب زیر به چاپ رسیده‌است:
- حکمت، ناظم، ژوکوندوسی-یا-او، نامه‌هائی برای تارنتا-بابو، داستان شیخ بدرالدین، ترجمهٔ ثمین باغچه‌بان، تهران: امیرکبیر، ۱۳۴۸.